# Brénod

Brénod este o comună în departamentul Ain din estul Franței.